# Kevin Holt
Kevin Russell Holt Valdés (Ciudad de México, 27 de marzo de 1991) es un actor mexicano de cine y televisión. Es mejor conocido por interpretar el papel de Güero en la telenovela, Enamorándome de Ramón y de Miguel Alemán en Luis Miguel: la serie.

## Biografía
Nació en Ciudad de México, el 27 de marzo de 1991 dentro del seno de una reconocida familia de actores mexicanos; es nieto de Manuel El Loco Valdés.
Su primer trabajo actoral fue en 2012 en la telenovela, Amores verdaderos. Posteriormente apareció en las telenovelas, La vecina (2015), Sueño de amor (2016) y Enamorándome de Ramón (2017). En 2018 alcanzó reconocimiento internacional después de haber interpretado el papel de Miguel Alemán Magnani, el nieto del expresidente de México, Miguel Alemán Valdés, en la bioserie, Luis Miguel: La serie. Ese mismo año debutó en el cine con la cinta Plan V, dirigida por Fez Noriega.

## Filmografía

### Cine
| Año  | Título                        | Papel              | Notas |
| ---- | ----------------------------- | ------------------ | ----- |
| 2018 | Plan V                        | Malcom             |       |
| 2020 | Loco por ti                   | Davey              |       |
| 2020 | Escuela para seductores       | Julio              |       |
| 2020 | Locas por el cambio           | Planeador de bodas |       |
| 2023 | Diario de un viaje inesperado | Roberto            |       |

### Televisión
| Año       | Título                 | Papel                      | Notas        |
| --------- | ---------------------- | -------------------------- | ------------ |
| 2012      | Amores verdaderos      |                            | 2 episodios  |
| 2013      | Libre para amarte      |                            | 25 episodios |
| 2015-2016 | La Vecina              | David                      | 50 episodios |
| 2014-2016 | El Manual              | Kevin                      | 12 episodios |
| 2016      | Sueño de amor          | Iker                       | 18 episodios |
| 2014-2016 | Como dice el dicho     | Varios personajes          | 4 episodios  |
| 2017      | Enamorándome de Ramón  | Güero                      | 20 episodios |
| 2017      | ¡Muy padres!           |                            | 1 episodio   |
| 2018      | Descontrol             | Marc                       | 1 episodio   |
| 2015-2020 | La rosa de Guadalupe   | Varios personajes          | 2 episodios  |
| 2021      | Esta historia me suena | Marlon                     | 1 episodio   |
| 2018-2021 | Luis Miguel: la serie  | Miguel Alemán              | 18 episodios |
| 2021      | Mi fortuna es amarte   | Adrián Cantú Garza (joven) | 18 episodios |
| 2022      | Rutas de la vida       | Willian 'El Gringo'        | 1 episodio   |